# 프로그레시브 다운로드
프로그레시브 다운로드(progressive download)는 디지털 미디어 파일을 서버에서 클라이언트로 전송하는 것이다. 일반적으로 컴퓨터에서 HTTP 프로토콜을 사용하여 실행한다. 소비자는 다운로드가 완료되기 전에 미디어를 재생한다. 스트리밍 미디어와 프로그래시브 다운로드의 중요한 차이는 디지털 미디어에 접근하는 최종 사용자의 장치에 디지털 미디어 데이터가 어떻게 수신되고 저장되는지이다.
미디어 플레이어의 프로그레시브 다운로드 재생은 온전하게 파일의 헤더에 위치한 메타데이터와 웹서버에서 다운로드된 디지털 미디어 데이터 파일의 로컬 버퍼에 의해 이루어진다. 지정된 양의 데이터가 로컬 재생 장치에 사용 가능하게 되는 시점에, 미디어 재생이 시작된다. 이 지정된 크기의 버퍼는 콘텐츠 생산자에 의해 파일의 인코더 설정에 내장되고, 미디어 플레이어에서 부과하는 추가적인 버퍼 설정에 의해 강화된다.

## 역사
처음에는 JPEG로 알려진 디지털 미디어 파일 형식이 디지털 미디어가 다운로드되고 실제로 프로그레시브 다운로드라고 하는 점진적 비주얼 디스플레이를 렌더링 한 최초의 시각적 미디어였다. 행동을 설명하기 위해 프로그레시브 다운로드라는 용어의 일반적인 사용이나 상업적 사용과는 대조적으로 점진적 다운로드의 기술적인 동작을 구분하지는 않았으며 용어의 출처와 기술적 구현의 원산지에 관해 많은 의문점이 있다. Apple은 QuickTime 미디어 플레이어로 1997년에 Fast Start라는 용어를 사용하여 상업적으로 인코딩 된 디지털 미디어 콘텐츠의  프로그레시브 다운로드 재생을 설명했다.

## HTTP 프로그레시브 다운로드 vs 스트리밍
최종 사용자가 느끼는 경험은 스트리밍과 유사하지만, 파일은 미디어는 웹 페이지에 삽입되거나 재생에 사용되는 미디어 플레이어의 환경 설정에서 설정된 저장 디렉터리로 전환되는 경우 일반적으로 관련 웹 브라우저의 임시 디렉터리에 저장된다. 재생 속도가 파일 다운로드 속도를 초과하면 재생이 끊기거나 중지된다. 추가 다운로드 후에 파일이 다시 재생되기 시작한다.
이 빠른 재생 시작은 메타 데이터가 디지털 미디어 파일의 끝에서 맨 앞으로 이동 한 결과이다. 메타 데이터의 위치 이동을 통해서 파일이 계속 다운로드되는 동안에도 재생을 시작하는 데 필요한 모든 정보가 미디어 플레이어에 제공된다. 이러한 위치 변화 이전에는, 메타 데이터 요약이 미디어 파일의 끝에 있었으며 메타 데이터를 읽고 플레이어가 재생을 시작하려면 전체 파일을 다운로드해야 했다.

## Seeking(검색)
처음에는 파일이 처음부터 재생된다. 사용자는 아직 다운로드되지 않은 파일의 일부를 가리킬 수 있다. 이 기능은 Seeking 이라고하며 미디어 파일의 일부를 다운로드하여 시작할 수 있다. 이를 종종 의사 스트리밍이라고한다.
플래시 비디오 검색의 경우 미디어 파일 메타 데이터에서 검색 지점 목록이 필요하다. 이 포인트는 새로운 키 프레임이 시작되는 비디오의 오프셋 (초 및 바이트 모두)이다. 다운로드를 처리하는 웹 서버 또는 미디어 서버는 데이터 다운로드 요청의 쿼리 문자열에서 검색 지점을 지원해야한다.
MP4 또는 MKV와 같은 다른 유형의 미디어 파일의 경우 웹 서버는 특수 오프셋 매개 변수를 처리할 수 있어야한다. 오프셋 매개 변수 이름은 다양한 서버마다 다르므로 플레이어 설정에서 지정해야한다.
아래와 같이, 일부 서버는 추가적인 모듈을 통해서 탐색을 지원한다. 탐색 매개 변수 이름은 이탤릭체로 표기했다.
| 서버               | 플래시 플구                                                   | MP4 구                                             |
| ------------------ | ------------------------------------------------------------- | -------------------------------------------------- |
| Apache HTTP Server | mod_h264 보관됨 2018-05-09 - 웨이백 머신 start mod_flvx start | mod_h264 보관됨 2018-05-09 - 웨이백 머신 starttime |
| lighttpd           | start                                                         | mod_h264 보관됨 2018-05-09 - 웨이백 머신 starttime |
| Nginx              | http_flv_module start                                         | http_mp4_module start                              |
| Nimble Streamer    | start                                                         | start                                              |

## 같이 보기
- 온라인 비디오 플랫폼